# Pego (Abrantes)
Pego is een plaats (freguesia) in de Portugese gemeente Abrantes en telt 2 570 inwoners (2001).